# Мурванидзе, Теймураз Давидович
Теймура́з Мурвани́дзе (род. 10 мая 1939, Тбилиси) — театральный скульптор, сценограф

, живописец, Заслуженный художник Грузинской ССР (1978). Зарубежный почётный член Российской академии художеств.

## Биография
Окончил Тбилисскую академию художеств (класс П. Лапиашвили). Автор декораций и костюмов к балетным, оперным и драматическим спектаклям. Развил лучшие академические традиции мастеров грузинского и русского театра до яркой новаторской изобретательности в колоритных и неожиданных концептуальных решениях в оформлении.

«…Мурванидзе сомкнул, обновил и развил традиции грузинского и российского театра. От выдержанных в достаточно традиционном духе декораций и костюмов „Гамлета“ шёл к экспериментаторству, новаторской изобретательности в сценографии „Порги и Бесс“. Создавая театр-зрелище, театр-игрище, тяготеет к колоритным решениям, неожиданным концепциям. всегда приведённым в соответствие с намерениями хореографа. Таковы импровизации на ориентальные темы в декорациях и костюмах „Корсара“…» — Е. Л. Луцкая
Мураз Мурванидзе оформляет спектакли в музыкальных и драматических театрах, создаёт макеты к большим скульптурным композициям.
Снимался вместе с супругой балериной театра Палиашвили Макой Махарадзе в фильме «Пловец».

### Махарадзе — Мурванидзе
|                         |                         |                         |                         | Коте Махарадзе (1926-2002) | Коте Махарадзе (1926-2002) | Коте Махарадзе (1926-2002) | Коте Махарадзе (1926-2002) | Коте Махарадзе (1926-2002) | Коте Махарадзе (1926-2002) |                |                | Медея Чахава (1921-2009) | Медея Чахава (1921-2009) | Медея Чахава (1921-2009) | Медея Чахава (1921-2009) | Медея Чахава (1921-2009) | Медея Чахава (1921-2009) |
|                         |                         |                         |                         | Коте Махарадзе (1926-2002) | Коте Махарадзе (1926-2002) | Коте Махарадзе (1926-2002) | Коте Махарадзе (1926-2002) | Коте Махарадзе (1926-2002) | Коте Махарадзе (1926-2002) |                |                | Медея Чахава (1921-2009) | Медея Чахава (1921-2009) | Медея Чахава (1921-2009) | Медея Чахава (1921-2009) | Медея Чахава (1921-2009) | Медея Чахава (1921-2009) |
|                         |                         |                         |                         |                            |                            |                            |                            |                            |                            |                |                |                          |                          |                          |                          |                          |                          |
| Мураз Мурванидзе (1939) | Мураз Мурванидзе (1939) | Мураз Мурванидзе (1939) | Мураз Мурванидзе (1939) | Мураз Мурванидзе (1939)    | Мураз Мурванидзе (1939)    |                            |                            | Мака Махарадзе             | Мака Махарадзе             | Мака Махарадзе | Мака Махарадзе | Мака Махарадзе           | Мака Махарадзе           |                          |                          |                          |                          |
| Мураз Мурванидзе (1939) | Мураз Мурванидзе (1939) | Мураз Мурванидзе (1939) | Мураз Мурванидзе (1939) | Мураз Мурванидзе (1939)    | Мураз Мурванидзе (1939)    |                            |                            | Мака Махарадзе             | Мака Махарадзе             | Мака Махарадзе | Мака Махарадзе | Мака Махарадзе           | Мака Махарадзе           |                          |                          |                          |                          |
|                         |                         |                         |                         |                            |                            |                            |                            |                            |                            |                |                |                          |                          |                          |                          |                          |                          |
|                         |                         |                         |                         | Нато Мурванидзе            |                            |                            |                            |                            |                            |                |                |                          |                          |                          |                          |                          |                          |

## Сценография
- 1971 — «Гамлет». Театр им. Палиашвили, балетмейстер Вахтанг Чабукиани
- 1977 — «Мцыри» (Телебалет)
- 1978 — «Блудный сын». «Хореографические миниатюры», балетмейстер Георгий Алексидзе
- 1983 — «Ромео и Джульетта». Театр им. Палиашвили, балетмейстер Леонид Лавровский, балетмейстер-постановщик Михаил Лавровский
- 1984 — «Порги и Бес». Театр им. Палиашвили, Большой театр, ГЦКЗ «Россия», балетмейстер Михаил Лавровский
- 1985 — «Витязь в тигровой шкуре». Мариинский театр, Олег Виноградов
- 1986 — «Броненосец Потёмкин». Мариинский театр, О. М. Виноградов
- 1987 — «Мастер и Маргарита». Театр Бориса Эйфмана. Балетмейстер Борис Эйфман
- 1987 — «Корсар». Мариинский театр. Пётр Гусев по Ж. Перро и Петипа
- 1995 — «Хованщина». Большой театр. Музыкальный руководитель и дирижёр Мстислав Ростропович. Постановка Бориса Покровского. Сценография Теймураза Мурванидзе (с использованием эскизов Фёдора Федоровского)[5]
- 1999 — «Дон Карлос». Мариинский театр. Дирижёр — Джанандреа Нозеда. Постановщик — Юрий Александров
- 2000 — 14 — 16 апреля «Лючия ди Ламмермур». Мариинский театр. Режиссёр Давид Доиашвили. Музыкальный руководитель Джанандреа Нозеда.

## Награды
- Орден Чести.
- Президентский орден «Сияние» (2023 год)[6].
- Медаль Пушкина (26 сентября 2024 года, Россия) — за большой вклад в популяризацию российской литературы и искусства за рубежом, сближение и взаимообогащение культур России и Грузии[7].
- Заслуженный художник Грузинской ССР (1978).